# Felix Groß
Felix Groß (født 4. september 1998 i Feuchtwangen) er en professionel cykelrytter fra Tyskland, der er på kontrakt hos REMBE | rad-net.
I 2020 blev han for tredje gang U23-europamester i individuelt forfølgelsesløb.
Efter OL 2021 begynder han som stagiaire hos UAE Team Emirates, og fra starten af 2022 tiltrådte han på en 3-årig kontrakt med samme hold.